# Кобленц (Аргау)
Кобленц (нем. Koblenz AG) — коммуна в Швейцарии, в кантоне Аргау.
Входит в состав округа Цурцах.  Население составляет 1581 человек (на 31 декабря 2007 года). Официальный код  —  4310.

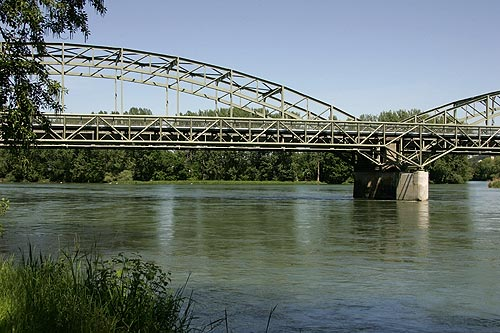
Кобленц